# Список послов СССР и России в Кении
В статье представлен список послов СССР и России в Кении.

## Хронология дипломатических отношений
- 15 — 16 декабря 1963 г. — установление дипломатических отношений на уровне посольств.

## Список послов
| Срок полномочий                   | Посол                              | Годы жизни | Вручение верительных грамот |
| --------------------------------- | ---------------------------------- | ---------- | --------------------------- |
| СССР                              |                                    |            |                             |
| 28 января 1964 — 23 мая 1967      | Владимир Сергеевич Лавров          | 1919—2011  | 12 марта 1964               |
| 23 мая 1967 — 13 ноября 1973      | Дмитрий Петрович Горюнов           | 1915—1992  | 18 июля 1967                |
| 13 ноября 1973 — 21 мая 1983      | Борис Пантелеймонович Мирошниченко | 1911—1987  | 5 декабря 1973              |
| 21 мая 1983 — 28 июня 1985        | Александр Давидович Чикваидзе      | 1932—2012  | 9 июля 1983                 |
| 28 июня 1985 — 14 июля 1989       | Владимир Иванович Осташко          | 1924—2016  |                             |
| 14 июля 1989 — 25 декабря 1991    | Владимир Сергеевич Китаев          | 1931—2016  |                             |
| Российская Федерация              |                                    |            |                             |
| 25 декабря 1991 — 1 сентября 1992 | Владимир Сергеевич Китаев          | 1931—2016  |                             |
| 1 сентября 1992 — 21 июля 1998    | Борис Григорьевич Майорский        | 1937—      |                             |
| 21 июля 1998 — 5 декабря 2000     | Борис Анатольевич Цепов            | 1948—      |                             |
| 5 декабря 2000 — 27 июля 2005     | Александр Александрович Игнатьев   | 1943—      |                             |
| 27 июля 2005 — 23 декабря 2010    | Валерий Евгеньевич Егошкин         | 1944—      |                             |
| 23 декабря 2010 — 4 мая 2018      | Александр Михайлович Макаренко     | 1949—      |                             |
| 4 мая 2018 — 20 августа 2024      | Дмитрий Игоревич Максимычев        | 1961—      | 18 сентября 2018            |
| 20 августа 2024 — наст. время     | Всеволод Игоревич Ткаченко         | 1960—      | 4 декабря 2024              |